# Stanisław Mazur
Stanisław Mieczysław Mazur, poljski matematik in politik, * 1. januar 1905, Lwów, Kraljevina Galicija in Lodomerija, Avstro-Ogrska (sedaj Lvov, Ukrajina), † 5. november 1981, Varšava, Poljska
Mazur je pomembno prispeval h geometrijskim metodam, linearni in nelinearni funkcionalni analizi, raziskavam Banachovih algebr. Raziskoval je tudi teorijo sumabilnosti, neskončne igre (determinantnost) in izračunljive (rekurzivne) funkcije. Leta 1938 je uvedel teorijo splošnih topoloških linearnih prostorov.
Bil je eden glavnih soustanoviteljev lvovske matematične šole. Kot politik je bil član Zakonodajnega sejma (1947–1952) in Sejma Poljske ljudske republike v prvem mandatu v imenu Poljske združene delavske stranke (iz okrožja Lublin) ter član centralnega komiteja Poljske združene delavske stranke. 

## Življenje in delo
Mazur je bil Banachov študent na Univerzi v Lwówu. Še kot študent je napisal svoj prvi članek in ga poslal Steinhausu. Diplomiral je leta 1926. Med letoma 1926 in 1935 je bil asistent na katedri za matematično analizo lwówske univerze.
Doktoriral je leta 1935 pod Banachovim mentorstvom z disertacijo o pogojno sumabilnih vrstah. Skupaj z Juliuszem Schauderjem je bil vabljeni govornik na ICM leta 1936 v Oslu.
Bil je tesni Banachov sodelavec v Lwówu in bil soustanovni član lvovske matematične šole, kjer je sodeloval pri matematičnih dejavnostih v Škotski kavarni. 6. novembra 1936 je podal »osnovni problem« o določanju ali ima vsak Banachov prostor Shauderjevo (izračunljivo) bazo, in za nagrado obljubil »živo gos«. 37 let pozneje in na slovesnosti, ki so jo predvajali po vsej Poljski, je Mazur z živo gosjo nagradil švedskega matematika Pera Enfloja za njegovo konstrukcijo protiprimera.
Od leta 1948 je Mazur delal na Univerzi v Varšavi. 15. maja 1978 mu je univerza podelila častni doktorat. Od leta 1947 je bil dopisni, od leta 1952 pa redni član Poljske akademije znanosti in od leta 1978 njen zaslužni član.